# Венецианская многохорность
Венециа́нская многохо́рность, венецианская многохорная полифония — техника хоровой композиции, разработанная представителями Венецианской школы музыки в конце XVI — начале XVII веков и воспринятая композиторами других итальянских городов, позднее — также в других странах Европы, за пределами Италии.

## Краткий очерк специфики
Грандиозный интерьер собора Св. Марка позволял разместить до четырёх пространственно разделённых хоров, с которыми композиторы изобретательно работали. Итальянцы в XVI веке называли такое распределение хоров специфическим термином cori spezzati (букв. ломаные хоры), т.е. без ссылки на региональную (венецианскую) специфику.
Основной принцип многохорности — попеременное использование двух и более хоров (включение и выключение), которое иногда называют «антифонным». Антифонный принцип в многохорной полифонии реализовывается разнообразно, например, музыка, громко пропетая одним хором, затем тихо повторяется «в манере эхо» другим хором; один хор «задаёт вопрос», другой «отвечает» ему (форма «диалога»); один голос в одном хоре (например, сопрано) противопоставляется tutti в другом хоре (см. Stile concertato) и т.д. и т.п.
Многохорность необязательно означает сверхплотную имитационную фактуру, как раз наоборот: при включении большого числа голосов фактура становится моноритмической (иначе «старогомофонной»; все голоса поют в одном и том же ритме), а текст распевается силлабически (один звук — один слог текста). Именно так устроен монументальный 40-голосный мотет Т. Таллиса «Spem in alium» (1573): в действительности все голоса нигде кроме генеральной каденции не звучат одновременно (тем более, в имитационно-полифонической фактуре), но используются восемь 5-голосных хоров, которые композитор искусно «переключает». 
Рождение техники венецианской многохорной композиции связывают с (этническим фламандцем) А. Виллартом (Salmi spezzati для двух хоров, 1550). Многохорную музыку в Италии — ещё до расцвета Венецианской школы — писал О. Лассо (церемониальные мотеты, мессы). Среди композиторов Венецианской школы, которые писали многохорные сочинения: А. Габриели (Concerti, 1587), Дж. Габриели (Symphoniae sacrae, 1597 и 1615), К. Меруло (мессы и другая духовная вокальная музыка), Дж. Кроче (мессы, мотеты), К. Монтеверди (salmi spezzati в «Вечерне»), Ф. Кавалли (Vespero delli cinque Laudate, 1675). Многохорность была воспринята композиторами в других городах Италии и в разных странах Европы, например, многохорные композиции писали представители Римской школы А. М. Аббатини, П. Агостини, О. Беневоли (мессы), В. Мадзокки. В Германии многохорную музыку ввёл М. Преториус; многохорные композиции в венецианском стиле оставили также Х. Л. Хасслер (сборники мотетов Cantiones sacrae, 1591 и Sacri concentus, 1601) и Г. Шютц (Psalmen Davids, 1619). В Австрии технику многохорной композиции использовал Г. И. фон Бибер, в 53-голосной «Зальцбургской мессе» (1682) и других хоровых сочинениях.
Принципы многохорной полифонии были отчасти восприняты и позднейшими композиторами. Примерами могут служить «Страсти по Матфею» И. С. Баха и Реквием Г. Берлиоза.